# Koratas
A Koratas a Csillagok háborúja elképzelt univerzumának egyik holdja.

## Leírása
A Koratas a Dathomir bolygó negyedik holdja. Ez a hold a Külső Peremben található Dathomir rendszerben helyezkedik el. A Quelii szektorban levő Koratas hold felszínét vörös talaj borítja. Ez az égitest a Galaktikus Birodalom tulajdonában van. Ezen a holdon a Birodalom neutronium, lommite és zersium bányákat hozott létre. Az itt kibányászott ásványok hozzájárulnak az úgynevezett duraacél előállításához.

## Megjelenése a filmekben és videójátékokban
Nem jelenik meg egy filmben vagy videójátékban sem.

## Fordítás
Ez a szócikk részben vagy egészben a Koratas című Wookieepedia-szócikk fordítása. Az eredeti cikk szerkesztőit annak laptörténete sorolja fel.